# Li Jie (Sportschütze, 1979)
Li Jie (chinesisch 李傑, Pinyin Lǐ Jié; * 25. August 1979 in Xi’an) ist ein ehemaliger chinesischer Sportschütze.

## Erfolge
Li Jie nahm an den Olympischen Spielen 2004 in Athen mit dem Luftgewehr teil. Mit 598 Punkten qualifizierte er sich als Zweitplatzierter für das Finale, in dem er mit 103,3 erneut das zweitbeste Ergebnis erzielte und auf 701,3 Gesamtpunkte kam. Damit gewann er hinter Zhu Qinan und vor Jozef Gönci die Silbermedaille. Bei Weltmeisterschaften sicherte er sich zunächst 2002 in Lahti sowohl in der Einzel- als auch in der Mannschaftskonkurrenz mit dem Luftgewehr die Silbermedaille, ehe er 2006 in Zagreb mit der Mannschaft dann Weltmeister wurde. Bei Asienspielen gewann er 2002 in Busan die Goldmedaille in der Einzel- und der Mannschaftskonkurrenz mit dem Luftgewehr und wiederholte diesen Erfolg 2006 in Doha nochmals mit der Mannschaft.
Er ist verheiratet und hat ein Kind.